# Canon-Fronsac

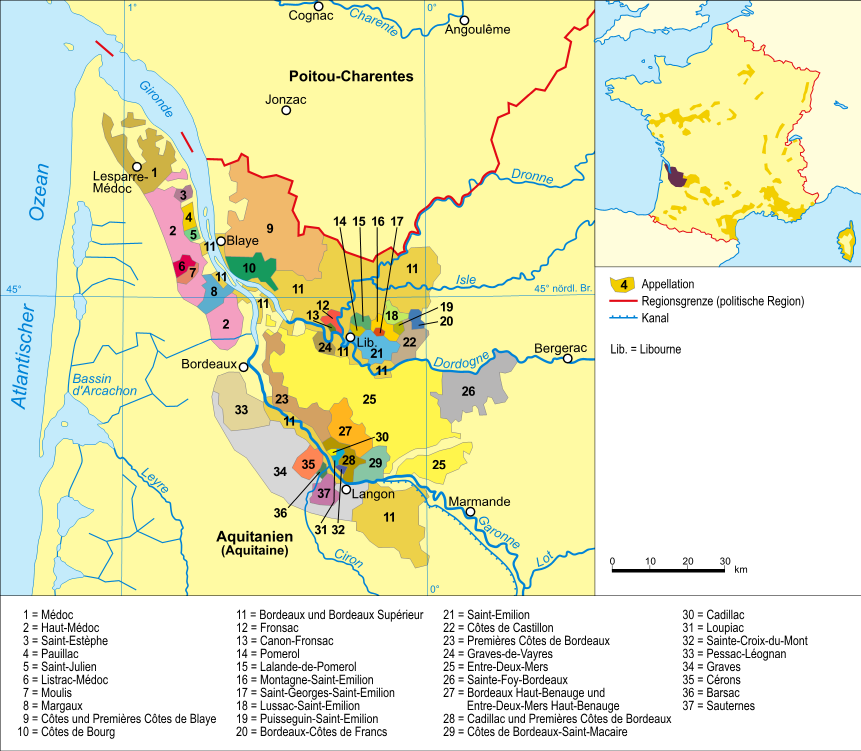
Das Weinbaugebiet Bordeaux

Das Weinbaugebiet Canon-Fronsac liegt in der Weinbauregion Bordeaux westlich der Appellationen Saint-Émilion und Pomerol. Von Pomerol ist das Weinbaugebiet nur durch den Nebenfluss der Dordogne, die Isle, getrennt. Bis weit in das 19. Jahrhundert waren die Weine aus Canon-Fronsac und Fronsac geschätzter als die des Nachbarn Pomerol. Geschichtliche Nachforschungen legen den Schluss nahe, dass hier der Anbau von Qualitätsweinen im Libournais seinen Ursprung nahm.
Die nach dem gleichnamigen Ort Fronsac bezeichnete Appellation mit rund 300 Hektar Rebfläche verteilt sich auf Gemarkungen der Gemeinden Fronsac und Saint-Michel-de-Fronsac. Seit dem 1. Juli 1937 genießt das Weinbaugebiet den Status einer Appellation d’Origine Contrôlée (kurz AOC) und gilt ausschließlich für Rotweine. Bis 1964 hieß das Gebiet Côtes Canon Fronsac.
Aufgrund eines im Vergleich zum Gebiet Fronsac besonders homogenen Bodens wurde diese Appellation definiert. Der Boden ähnelt dem des Gebiets Saint-Émilion, wenngleich der Kalksteinsockel aus dem Erdzeitalter des Rupelium (Zeitalter innerhalb des Oligozän) deutlich dünner ausfällt.
Der tanninreiche und langlebige Rotwein wird aus den Rebsorten Merlot, Cabernet Franc, Cabernet Sauvignon und Malbec gekeltert. Dominiert wird der Rebsatz dabei vom Merlot, der einen mittleren Anteil von 70 % erreicht. Zweitwichtigste Sorte ist der Cabernet Franc mit 13 %. Der Basisertrag ist auf 47 Hektoliter/Hektar beschränkt; ein Wert, der jahrgangsabhängig um bis zu 20 % nach oben korrigiert werden kann. In der Praxis liegt der mittlere Ertrag der Appellation bei ca. 56 Hektoliter/Hektar. Der Zuckergehalt des Mosts muss vor der Vergärung bei mindestens 171 g/l liegen, der Wein muss einen Mindestalkoholgehalt von 10,5 Volumenprozent aufweisen.
Die Pflanzendichte muss bei mindestens 5000 Rebstöcken/Hektar liegen.
Im Gegensatz zum Fronsac sind die Weine aus dem Gebiet Canon Fronsac meist etwas schwerer und haben ein ausgesprochen gutes Alterungspotential.
Ähnlich wie in Pomerol gibt es auch hier keine Klassifizierung der Gewächse, so wie es in anderen Gebieten des Bordeaux üblich ist. Siehe hierzu auch den Artikel Bordeaux-Klassifizierung.